# Morti nel 1158
| Questa pagina contiene informazioni ricavate automaticamente dalle voci biografiche con l'ausilio del template Bio e di un bot. L'aggiornamento è periodico e automatico e ricostruisce completamente la pagina. Se manca una persona in questa lista, sei pregato di non aggiungerla, ma accertati piuttosto che la sua voce biografica contenga il template Bio e che i dati anagrafici siano correttamente compilati. Se il template Bio manca, inseriscilo tu stesso o, in alternativa, metti l'avviso {{tmp\|Bio}} che ne segnala la mancanza. Se i dati riportati sono sbagliati, correggi direttamente la voce biografica; le modifiche saranno visibili in questa lista entro pochi giorni. Per chiarimenti vedi il progetto biografie. La lista contiene solo le 13 persone che sono citate nell'enciclopedia e per le quali è stato implementato correttamente il template Bio. Pagina aggiornata al 10 ago 2025. |

- 6 febbraio - Guarino Foscari, cardinale, vescovo cattolico e religioso italiano
- 26 aprile - Martirio di Strigonio, arcivescovo cattolico ungherese
- 20 maggio - Ambrogio, monaco cristiano e vescovo cattolico italiano
- 26 giugno - Bartolomeo di Giura, vescovo cattolico francese
- 19 luglio - Wibaldo di Stavelot, abate fiammingo
- 27 luglio - Goffredo VI d'Angiò, conte (n. 1134)
- 12 agosto - Anselmo da Havelberg, arcivescovo cattolico tedesco (n. 1099)
- 20 agosto - Rögnvald Kali Kolsson, cavaliere medievale norvegese
- 31 agosto - Sancho III di Castiglia, re spagnolo (n. 1134)
- 22 settembre - Ottone di Frisinga, vescovo cattolico e storico tedesco
- 2 dicembre - Mafalda di Savoia, regina (n. 1125)
- Guido Bellagi, cardinale italiano
- Guglielmo II di Bures, nobile francese